# San Salvador kommun, Mexiko
San Salvador är en kommun i Mexiko.   Den ligger i delstaten Hidalgo, i den sydöstra delen av landet, 100 km norr om huvudstaden Mexico City.
Följande samhällen finns i San Salvador:
- San Salvador
- Déxtho de Victoria
- El Colorado
- El Olvera
- El Puerto Lázaro Cárdenas
- Poxindeje de Morelos
- Bominthza
- Bocaja
- Vixtha de Madero
- El Fresno
- Chichimecas
- El Rodrigo
- Leandro Valle
- Dengandhó de Juárez
- El Mezquital
- El Gómez
- El Mothe
- Rincón Santa María
- Casa Grande
- Bóxtha Chico
- San Antonio Abad
- Fraccionamiento Media Luna
- Francisco Villa
- Cerro Blanco
- El Durazno
- La Palma